# Другий уряд Августина Волошина
Другий уряд Августина Волошина був третім незалежним урядом Підкарпатської Русі в складі Другої Чехословацької Республіки. Цей уряд існував з 1 грудня 1938 року до 6 березня 1939 року, а його президентом був Августин Волошин.

## Склад автономного уряду
| Посада          | Міністр          | Взяття на посаду   | Залишаючи посаду    |
| --------------- | ---------------- | ------------------ | ------------------- |
| прем'єр-міністр | Августин Волошин | 1 грудня 1938 року | 6 березня 1939 року |
| Міністр         | Лев Прхала       | 16 січня 1939 року | 6 березня 1939 року |
| Міністр         | Юліан Ревай      | 1 грудня 1938 року | 6 березня 1939 року |